# Aeroportul Nouna
Aeroportul Nouna (IATA: XNU, ICAO: DFON) este un aeroport din Burkina Faso ce deservește zona Nouna.
Situat la o altitudine de 275 m, aeroportul dispune de o singură pistă.